# André Édouard Marty
Pour les articles homonymes, voir Marty.
Ne doit pas être confondu avec André Marty (historien) ou Édouard Marty.
 (octobre 2014).
Si vous disposez d'ouvrages ou d'articles de référence ou si vous connaissez des sites web de qualité traitant du thème abordé ici, merci de compléter l'article en donnant les références utiles à sa vérifiabilité et en les liant à la section « Notes et références ».
André Édouard Marty (16 avril 1882 - 6 août 1974) est un décorateur, illustrateur, affichiste et réalisateur français, typique de la période Art déco.

## Biographie
André Édouard Marty est né le 16 avril 1882 à Paris, 109 Rue Notre-Dame-des-Champs dans le 6e arrondissement. Son père Émile Eugène Édouard est professeur à l'École alsacienne et l'époux de la fille du directeur Fanny Marguerite Riëder.
André Marty fait ses études à l'École des beaux-arts de Paris et dans l'atelier de Fernand Cormon à Montmartre. Il illustre un grand nombre de revues, de livres et de publicités, et conçoit des affiches de théâtre.
 Le 26 avril 1912 il épouse Madeleine Julie Georgette Zipelius.
Vers 1930, il crée des costumes et décors de théâtre. Il travaille avec le couturier Paul Poiret sur des illustrations de mode.
En 1937, il est l'un des artistes officiel convoqué pour la charte graphique de l'Exposition universelle qui se tient à Paris.
Il réside à la Maison nationale des artistes à Nogent-sur-Marne à partir de 1966 et il meurt le 6 août 1974 à Limeil-Brévannes.

## Œuvres

### Œuvres décoratives
- Les Biches, 1928, composition sur Lap, dim; 6mètres de long qui raconte l'histoire de Callisto, la petite nymphe de Diane dont il tirera un album et un dessin animé en 1943.[réf. nécessaire]

### Illustrations
Il a collaboré entre autres aux revues suivantes :
- Vogue
- Gazette du Bon Ton
- Feuillets d'art
- Vanity Fair

Il a illustré de nombreux ouvrages de bibliophilie, travaillant notamment pour Henri Piazza, dont :
- Scènes mythologiques, d'Henri de Régnier, éditions Le Livre, Paris, 1924
- Constance dans les cieux, du Comte de Bondy, éditions de la Lampe d'Argile, 1925.
- Daphnis et Alcimadure, de Jean de La Fontaine, éditions Havermans, 1926
- Le Séducteur, de Gérard d'Houville, éditions les Bibliphiles de l'Amérique Latine, 1926
- Lettre à une jeune mariée, de Denis Diderot, éditions Havermans, 1927
- Le Diadème de Flore, de Gérard d'Houville, éditions Le Livre, Paris, 1928
- Héro et Léandre, d'Edmond Haraucourt, éditions Le Livre contemporain, 1930
- Oeuvres, d'Alfred de Musset, 12 volumes, éditions Piazza, 1932-1936
- Poésies, de Méléagre, éditions Les éclectiques du livre, 1933
- Les Amours pastorales de Daphnis et Chloé, éditions Chamontin, Paris, 1934
- L'Art d'aimer, d'Ovide, éditions Chamontin, Paris, 1935
- Aphrodite, de Pierre Louÿs, éditions Creuzevault, Paris, 1936
- Le Roman d'un enfant, de Pierre Loti, éditions Calmann-Lévy, 1936
- Prime jeunesse, de Pierre Loti, éditions Calmann-Lévy, 1937
- Candide, de Voltaire, éditions de Cluny, Paris, 1937
- Les Chansons de Bilitis, de Pierre Louÿs, éditions de Cluny, 1937
- Les Lettres de mon moulin, d'Alphonse Daudet, éditions Piazza, 1938
- L'Histoire sainte, de Paul de Pitray, éditions Hachette, 1938
- Toi et Moi, de Paul Géraldy, éditions Piazza, Paris, 1939
- L'Aiglon, d'Edmond Rostand, Éditions Pierre Laffitte, Paris, 1939
- Manon Lescaut, de l'Abbé Prévost, Editions du Rameau d'or, 1941
- La Princesse de Clèves, de Madame de La Fayette, Editions Emile Paul Frères. Paris. 1942
- Le Temple de Gnide, de Montesquieu, éditions Chamontin, Paris, 1942
- Callisto, éditions office Central de l'imagerie, 1943
- Émaux et Camées, de Théophile Gautier, éditions Piazza, Paris, 1943
- L'Oiseau bleu, de Maurice Maeterlinck, éditions Piazza, 1945
- Le Roman de Tristan et Iseult, renouvelé par Joseph Bédier, éditions Piazza, 1947
- Ursule Mirouët, d'Honoré de Balzac, éditions Monceau, Paris, 1947
- L'Écrin de sinople : Légendaire de la forêt de Chinon, éditions Les Éditions du Mouflon, 1948
- Graziella, d'Alphonse de Lamartine, éditions Piazza, Paris, 1948
- Trois Contes, de Gustave Flaubert, éditions de la Maison Française, Paris, 1948
- Sylvie. Souvenirs du Valois, de Gérard de Nerval, Alphonse Jolly éditeur, Paris, 1949
- La Duchesse de Langeais, d'Honoré de Balzac, éditions Rombaldi, Paris, 1950
- Le Troisième jour, de Jean de la Varende, édition d'art H. Piazza, 1951
- Grains d'amour, de Michèle de Biran, Fequet & Baudier, Paris, 1954
- Poésies de Sappho, sans nom d'éditeur, Paris, 1955
- Les Amours, de Pierre de Ronsard, 3 volumes (Sonnets pour Hélène, les Amours de Cassandre, les Amours de Marie), éditions Les Heures Claires, Paris, 1957

### Autres réalisations
André Marty a réalisé un dessin animé en 1943, Callisto, la petite nymphe de Diane, d'une durée de 12 minutes, avec une musique de Arthur Honegger et Roland-Manuel. Il a également donné le dessin d'un papier peint panoramique.